# Точная последовательность Эйлера
Точная последовательность Эйлера — это определённая точная последовательность пучков на n-мерном проективном пространстве над кольцом. Она показывает, что кокасательное расслоение проективного пространства стабильно изоморфно (n + 1)-кратной сумме тавтологических расслоений {\displaystyle {\mathcal {O}}(-1)} (см. скручивающий пучок Серра).

## Формулировка
Для коммутативного кольца A существует точная последовательность пучков
{\displaystyle 0\to \Omega _{\mathbb {P} _{A}^{n}/A}^{1}\to {\mathcal {O}}_{\mathbb {P} _{A}^{n}}(-1)^{\oplus n+1}\to {\mathcal {O}}_{\mathbb {P} _{A}^{n}}\to 0.}
Для доказательства достаточно определить гомоморфизм {\displaystyle S(-1)^{\oplus n+1}\to S,e_{i}\mapsto x_{i}}, где {\displaystyle S=A[x_{0},\ldots ,x_{n}]} и {\displaystyle e_{i}=1} в степени 1, сюръективный в степенях {\displaystyle \geq 1} и проверить, что локально на (n + 1)-й стандартных аффинных картах его ядро изоморфно модулю относительных дифференциалов.

## Геометрическая интерпретация
Мы предполагаем, что кольцо A является полем k.
Точная последовательность выше эквивалентна последовательности
{\displaystyle 0\to {\mathcal {O}}_{\mathbb {P} ^{n}}\to {\mathcal {O}}(1)^{\oplus (n+1)}\to {\mathcal {T}}_{\mathbb {P} ^{n}}\to 0},
где последний ненулевой член — это касательный пучок.
Рассмотрим V — (n + 1)-мерное векторное пространство над k и объясним точную последовательность
{\displaystyle 0\to {\mathcal {O}}_{\mathbb {P} (V)}\to {\mathcal {O}}_{\mathbb {P} (V)}(1)\otimes V\to {\mathcal {T}}_{\mathbb {P} (V)}\to 0}
Эту последовательность легче всего понимать, интерпретируя средний член как пучок 1-однородных векторных полей на векторном пространстве V. Существует замечательное сечение этого пучка — эйлерово векторное поле — тавтологически определяемое путём сопоставления точке векторного пространства соответствующего этой точке вектора, перенесённого в касательное пространство в этой точке.
Это векторное поле радиально в том смысле, что оно зануляется на 0-однородных функциях, то есть функциях, инвариантных относительно гомотетии с центром в нуле.
Функция (определённая на некотором открытом множестве) на {\displaystyle \mathbb {P} (V)} индуцирует 0-однородную функцию на V (вновь частично определённую). Мы получаем 1-однородные векторные поля, умножая эйлерово векторное поле на такие функции. Это определяет первое отображение.
Второе отображение связано с понятием дифференцирований, эквивалентным понятию векторных полей.
Напомним, что векторное поле на открытом подмножестве U проективного пространства {\displaystyle \mathbb {P} (V)} может быть определено как дифференцирование функций, определённых на этом открытом множестве. Рассматривая прообраз в V, это эквивалентно дифференцированию на прообразе U, сохраняющему 0-однородные функции.
Любое векторное поле на {\displaystyle \mathbb {P} (V)} может быть получено таким образом, и ядро полученного отображения состоит в точности из радиальных векторных полей.

## Каноническое линейное расслоение проективного пространства
Переходя к старшим внешним степеням, находим, что канонический пучок проективного пространства имеет вид
{\displaystyle \omega _{\mathbb {P} _{A}^{n}/A}\cong {\mathcal {O}}_{\mathbb {P} _{A}^{n}}(-(n+1))}.
В частности, проективные пространства являются многообразиями Фано, так как каноническое линейное расслоение анти-обильно.